# Diane Setterfield
Diane Setterfield (ur. 22 sierpnia 1964 w Englefield) – brytyjska pisarka.
Ukończyła studia licencjackie z zakresu literatury francuskiej na University of Bristol (1986). W 1993 uzyskała doktorat (Ph.D.). Była nauczycielem akademickim we Francji i Wielkiej Brytanii. Jej debiutancka powieść Trzynasta opowieść otrzymała nominacje do nagród Waterstone's Newcomer of the Year i Dilys Awards, znalazła się na pierwszym miejscu na liście bestsellerów dziennika New York Times, doczekała się także adaptacji filmowej.
Jest zamężna z księgowym Peterem Whittallem. Mieszka w Oksfordzie. 

## Dzieła

### Powieści
- The Thirteenth Tale (2006; wydanie polskie 2006 Trzynasta opowieść)
- Bellman & Black (2013; wydanie polskie 2014 Człowiek, którego prześladował czas)

### Nowela
- The Princess and the Pea (2013)